# Redouane El Haimer
Redouane El Haimer ou El Haimeur, né le 22 octobre 1973 à Derb Sultan (Casablanca), est un footballeur international marocain qui évoluait au poste d'arrière gauche au Raja Club Athletic, reconverti en entraîneur. Il est l'actuel entraîneur de la Renaissance Club Athletic Zemamra qu'il entrainera pour la saison 25/26
Fidèle au club où il a joué l'intégralité de sa carrière, le Raja CA, il possède l'un des plus beaux palmarès du football marocain et africain. Avec 16 titres officiels, il est le deuxième joueur marocain le plus titré de l'histoire, derrière Abdellatif Jrindou qui a 19 titres.

## Biographie

### Naissance et jeunesse
Né le 22 octobre 1973 au quartier populaire de Derb Sultan, plus exactement à ‘Derb Baladia’, Redouane El Haimer fait ses premiers pas au football à un très jeune âge, avec ses amis dans les ruelles du quartier.

### Formation (1985-1993)
En 1985, il intègre le centre de formation du Raja Club Athletic, où il est entraîné par l’ancien joueur des Verts Abdelrezzak Deghay, alors responsable de la catégorie des minimes. Il rejoint quelque temps plus tard les cadets, où il sera encadré par le célèbre formateur du Raja, Marhoum.

### Débuts (1993-1996)
Il est convoqué par Meziane Ighil en équipe A pour la première fois, pour un match contre la DH El Jadida en 1993-1994.
Le 5 mars 1995, il reçoit sa première titularisation sous la houlette de l’entraîneur belge Jean Thissen, au titre de la 19e journée du championnat 1994-1995 contre le FUS de Rabat, victoire du Raja 2-0.

### Triomphes (1996-2006)
Redouane El Haimer contribue aux victoires successives et historiques du Raja CA, des titres de championnat entre 1996 et 2001, ainsi que de la Coupe du Trône 1996 et de la Ligue des champions africaine en 1997 et 1999, en plus de plusieurs coupes internationales, la Coupe de la CAF, la Supercoupe d'Afrique et la Coupe Afro-Asiatique. Le niveau régulier de Redouane lui permet de gagner la confiance des supporters rajaouis et des entraîneurs qui se succèdent à la tête de l'équipe.
Le 22 août 1999, au titre du premier match de la phase des groupes de la ligue des champions, Redouane El Haimer marque le but de la victoire sur un tir lobé contre la formation ghanéenne de Hearts of Oak, grâce à une passe en profondeur de Youssef Safri.
Lors de la Finale retour de la Ligue des champions 1999, le Raja joue face à l'Espérance de Tunis au Stade El Menzah en Tunisie. Dès les premières minutes de la rencontre, l'arbitre offre aux adversaires du Raja un penalty jugé inexistant par les commentateurs français d'Eurosport. De plus le capitaine Jrindou, qui a toujours eu la réputation d'être un joueur sage, reçoit directement un carton rouge. Le penalty est arrêté par le gardien Mustapha Chadli et le Raja termine le match sur un score vierge avec dix joueurs. Vient ensuite les tirs au but, El Haimer transforme son penalty avec succès sur un tir puissant de son pied gauche. Mustapha Chadli finit par arrêter le dernier penalty de Choukri El Ouaer et permet ainsi au Raja de remporter sa troisième Ligue des champions .
Lors de l'année 2000, Redouane El Haimer participe avec les Verts, seul représentant de l'Afrique, à la première édition de la Coupe du monde des clubs de la FIFA. Il est titulaire lors des trois rencontres de la compétition contre le Real Madrid, les Corinthians et Al Nassr. Contre le Real Madrid, il délivre une passe décisive pour Mustapha Moustawdaa qui marque le deuxième but dans le camp de Iker Casillas.
En 2003, lors de la finale retour de la Coupe de la CAF disputée sur le terrain du Cotonsport Garoua, sa prestation contribue au triomphe de son équipe dans cette compétition. Vainqueur 2/0 à l'aller, le Raja revient de Garoua avec un match nul 0-0, s'offrant ainsi le seul titre africain qui manquait au palmarès du club.
En 2005-2006, Redouane remporte lors de la dernière saison de sa carrière professionnelle, la Ligue des champions arabes, malgré son absence de la finale au cause d'une blessure contractée à la cheville, où il sera remplacé par Zakaria Zerouali.

### Carrière d'entraîneur
En 2010, il est nommé au poste d'entraîneur au Jeunesse sportive Soualem (le club portait le nom Chabab Riadhi Salmi à cette époque) sous la présidence du président Bouchaïb Bencheikh. El Haimer entama un projet de formation et de construction d'une équipe jeune renforcée par des éléments expérimentés formés par des grands clubs, notamment le Raja.
À l'issue de la saison 2017-2018, il remporte avec le club la Division Nationale (D3) et se voit promu en Botola 2 pour la première fois de son histoire.
La saison 2020-2021 est historique pour le club fondé en 1984, alors qu'il dirige l'équipe depuis plus de onze années, Redouane El Haimer réalise la montée Botola 1, premier échelon du football marocain.

## Palmarès

### Comme joueur
Raja Club Athletic (16 titres)
- Championnat du Maroc (7)
  - Champion : 1995-96, 1996-97, 1997-98, 1998-99, 2000-01, 2000-01, 2003-04.
  - Vice-champion : 2003, 2005.

- Coupe du Trône (3)
  - Vainqueur : 1995-96, 2001-02, 2004-05.

- Ligue des champions de la CAF (2)
  - Champion : 1997, 1999.
  - Finaliste : 2002.

- Coupe Afro-Asiatique (1)
  - Vainqueur : 1998.

- Supercoupe d'Afrique (1)
  - Vainqueur : 2000.
  - Finaliste : 1998.

- Coupe de la CAF (1)
  - Vainqueur : 2003.

- Ligue des champions arabes (1)
  - Vainqueur : 2005-06.
  - Finaliste : 1996.

- Tournoi international de Abha
  - Vainqueur : 2004
  - Finaliste : 2001

### Comme entraîneur
Jeunesse sportive Soualem
- Championnat du Maroc D2 (1)
  - Vice-champion : 2020-21

- Championnat du Maroc D3 (1)
  - Champion en 2017-18